# Уикизнание
Уикизнание (на руски: Викизнание) е уики на руски език, онлайн енциклопедия. Първият алтернативен проект на Уикипедия на руски, който използва същия безплатен уики софтуер с отворен код „МедияУики“. Създаден е през 2003 г. Използва лиценза за публична документация на BSD. Към декември 2005 г. проектът съдържа над 100 000 статии, като към март 2007 г. са над 104 000 статии. Автор и уеб администратор на проекта е Андрей Вовк.

## История
Идеята за създаването на проекта който са е алтернативен на Уикипедия се заражда на 10 ноември 2002 г., като на следващия ден е регистриран домейн на име wikipedia.ru. На 30 май 2003 г. стартира проекта „Руска Уикипедия“ в телекомуникационната мрежа – ostrov.net. Поради проблеми с лиценза, на 29 август 2003 г. проектът променя лиценза на своите материали – от лиценза за безплатна документация на GNU към лиценза за публична документация на BSD. На 2 септември 2003 г. проекта „Руска Уикипедия“ променя наименованието си на „Уикизнание“. На 2 ноември 2003 г. в базата данни на сайта са изтеглени всички статии от Енциклопедичният речник на Брокхауз и Ефрон. На 18 декември 2004 г. е взето решение да се освободи домейна wikipedia.ru, като е освободен окончателно на 15 декември. На 8 януари 2006 г. са обновени хардуерните и софтуерните части, поддържащи сайта. На 18 март 2006 г. стартира системата interwiki.